# Colegio de Bachilleres del Estado de Hidalgo
El Colegio de Bachilleres del Estado de Hidalgo (COBAEH) es una institución de educación media superior, filial del Colegio de Bachilleres,  distribuida en distintos municipios en el estado de Hidalgo, México.

## Historia
El 28 de septiembre de 1984, por Decreto número 16 expedido por la LII Legislatura del Congreso de Hidalgo, se crea el Colegio de Bachilleres del Estado de Hidalgo. En su Ley Orgánica que estipula que es una institución educativa de nivel media superior, que ofrece  bachillerato general con formación para el trabajo, creada como un Organismo Público Descentralizado del Gobierno del Estado de Hidalgo.
Inicia sus operaciones formalmente el 28 de septiembre de 1987, con cuatro planteles ubicados e Cardonal, Nopala, Tenango de Doria y Zimapán, con una matrícula de 717 alumnos, atendidos por 57 docentes. En el año de 1998, dentro del COBAEH surge la modalidad de estudio: la Educación Media Superior a Distancia (EMSaD), creándose los primeros tres Centros de Educación Media Superior a Distancia (CEMSaD): Durango, en el municipio de Zimapán; Las Piedras en el municipio de San Felipe Orizatlán y Santa María Macuá en Tula de Allende.

## Oferta educativa
El COBAEH ofrece la posibilidad de cursar bachillerato general, con una capacitación para el trabajo. Esto a través de los siguientes componentes: Formación Básica, Formación para el Trabajo, y Actividades Paraescolares Orientación: Educativa, vocacional y/o profesional.

### COBAEH
- Carpintería y Ebanistería
- Contabilidad
- Higiene y Salud Comunitaria
- Informática
- Instalaciones Especiales de Vivienda Eléctricas, Residenciales y Comerciales
- Instalaciones Especiales de Vivienda Hidráulicas, Sanitarias y de Gas
- Práctica Educativa
- Sistemas Agroindustriales
- Soldadura
- Turismo

### CEMSaD
- Carpintería y Ebanistería
- Construcción de Vivienda
- Corte y Confección
- Higiene y Salud Comunitaria
- Informática
- Instalaciones Especiales de Vivienda Eléctricas, Residenciales y Comerciales
- Sistemas Agroindustriales
- Soldadura
- Turismo

## Planteles
El Colegio de Bachilleres del Estado de Hidalgo ofrece dos modalidades de estudios: la Escolarizada en 53 planteles, y de Distancia en 79 Centros de Educación Media Superior a Distancia. Teniendo presencia en 132 centros educativos, todos ellos distribuidos en 68 municipios en el Estado de Hidalgo.

### Zona I
| COBAEH - El Cid (Tizayuca) - Mineral de la Reforma - San Agustín Tlaxiaca - Téllez (Zempoala) - Tizayuca - Tolcayuca - Zapotlán - Zempoala | CEMSaD - Huitzila (Tizayuca) - Paseos de Chavarría (Mineral de la Reforma) - Mineral del Chico - Santo Tomás (Zempoala) - Tepojaco (Tizayuca) - Tlanalapa |

### Zona II
| COBAEH - Acatlán - Almoloya - Apan - Cuautepec - Emiliano Zapata - Huasca de Ocampo - San Bartolo Tutotepec - San Lorenzo Achiotepec (Huehuetla) - Tecocomulco (Cuautepec de Hinojosa) - Tenango de Doria - Tepeapulco - Tulancingo | CEMSaD - Hueyapita (Cuautepec de Hinojosa) - San Antonio el Grande (Huehuetla) - San Esteban (Huehuetla) - San Juan de las Flores (San Bartolo Tutotepec) - San Mateo (Acaxochitlán) - San Miguel (San Bartolo Tutotepec) - San Pablo (Tenango de Doria) |

### Zona III
| COBAEH - Cardonal - Chapantongo - Chilcuautla - Huichapan - La Misión - Nopala - Orizabita (Ixmiquilpan) - Pisaflores - Tasquillo - Tecozautla - Xuchitlán (San Salvador) - Zimapán - Zimapán II | CEMSaD - Aguas Blancas (Zimapán) - Alfajayucan - Bocua (Nicolás Flores) - Cahuazas (Chapulhuacán) - Chalahuite (Pisaflores) - Cieneguilla (Cardonal) - Durango (Zimapán) - El Rayo (Pisaflores) - Gundhó (Ixmiquilpan) - Jiliapan (Pacula) - Julián Villagrán (Ixmiquilpan) - La Gargantilla (Pisaflores) - La Palma (Jacala de Ledezma) - Nicolás Flores - Tlaxcalilla (Huichapan) |

### Zona IV
| COBAEH - Actopan - Atengo (Tezontepec de Aldama) - Atotonilco de Tula - Francisco I. Madero - Santiago de Anaya - Santiago Tlautla (Tepeji del Río de Ocampo) - Tlahuelilpan - Tula de Allende | CEMSaD - Bomintzha (Tula de Allende) - Doxey (Tlaxcoapan) - Michimaloya (Tula de Allende) - Progreso de Obregón - San Ildefonso (Tepeji del Río de Ocampo) - San Miguel Vindhó (Tula de Allende) - Santa María Amajac (San Salvador) - Santa María Macua (Tula de Allende) - Santa María Quelites (Tepeji del Río de Ocampo) - Santiago Tezontlale (Ajacuba) |

### Zona V
| COBAEH - Ahuatitla (San Felipe Orizatlán) - Huazalingo - Huejutla de Reyes - Jaltocán - Mecatlán (Yahualica) - Piedra Hincada (San Felipe Orizatlán) - Santa Cruz (Huejutla de Reyes) - Tehuetlán (Huejutla de Reyes) - Xochiatipan | CEMSaD - Acanoa (Xochiatipan) - Acatepec (Huautla) - Cochotla (Atlapexco) - Cuatlimax (Tlanchinol) - El Ixtle (Huautla) - Ixtaczoquico (Xochiatipan) - Las Piedras (San Felipe Orizatlán) - Oxeloco (Yahualica) - Papatlatla (Calnalí) - Santa Catarina (Huejutla de Reyes) - Santa Teresa (Yahualica) - Tamoyón I (Huautla) - Tohuaco II (Huautla) - Yahualica |

### Zona VI
| COBAEH - Tianguistengo - Tlanchinol | CEMSaD - Acapa (Tlahuiltepa) - Acoxcatlán (Tepehuacán de Guerrero) - Acoyotla (Tepehuacán de Guerrero) - Atecoxco (Tianguistengo) - Carpinteros (San Agustín Metzquititlán) - Chantasco (Lolotla) - Cuatolol (Tepehuacán de Guerrero) - Hualula (Eloxochitlán) - Hueyapa (Tlanchinol) - Huitepec (Tlanchinol) - Jalapa (Zacualtipán de Ángeles) - Jalpa (Tlanchinol) - Juárez (Juárez Hidalgo) - Lolotla - Polintotla (Tianguistengo) - San Agustín Metzquititlán - San Cristóbal (Metztitlán) - San Juan Ahuehueco (Tepehuacán de Guerrero) - Texcaco (Xochiatipan) - Tlacolula (Tianguistengo) - Tlahuelompa (Zacualtipán de Ángeles) - Toctitlán (Tlanchinol) - Xochicoatlán - Yatipán (Tianguistengo) |